# Coloborrhis corticina
Coloborrhis corticina är en insektsart som beskrevs av Ernst Friedrich Germar 1836. Coloborrhis corticina ingår i släktet Coloborrhis och familjen dvärgstritar. Inga underarter finns listade i Catalogue of Life.